# The Asphalt Jungle
The Asphalt Jungle (en español, La jungla de asfalto o Mientras la ciudad duerme) es una película estadounidense de 1950 dirigida por John Huston y con Sterling Hayden, Jean Hagen, Sam Jaffe, Louis Calhern, James Whitmore y Marilyn Monroe en los papeles principales. 
Considerada como uno de los clásicos del cine negro, esta película, basada en la novela homónima de W. R. Burnett, fue propuesta como candidata a cuatro premios Óscar.

## Argumento
Un ladrón de legendaria fama como planificador, Erwin «Doc» Riedenschneider (Sam Jaffe), deja la prisión bajo libertad condicional. Para su próximo robo busca la complicidad en un abogado corrupto, Alonzo Emmerich (Louis Calhern), quien comprará en efectivo el total del robo. El botín puede llegar al millón de dólares.
Doc reúne un grupo de experimentados criminales para tal fin. La banda está compuesta por un tenedor de apuestas, Cobby (Marc Lawrence) que hará de coordinador; Louis Ciavelli (Anthony Caruso), un dinamitero de cajas fuertes; Gus Minissi (James Whitmore), dueño de un pequeño bar que hará de conductor, y Dix Handley (Sterling Hayden), granjero arruinado por la Gran Depresión, que actuará como guardaespaldas.
El plan consiste en robar por la noche una joyería. El grupo de delincuentes comienza el meticulosamente planeado robo, con el dinamitero Ciavelli introduciéndose en la joyería, después de sortear algunas dificultades, desconectando la alarma de una puerta para dar paso a sus compinches y llegando todos a la gran caja fuerte. Luego, el mismo Ciavelli prepara la explosión con nitroglicerina que volará la puerta de la caja. Todo ha salido perfecto hasta ese momento, pero la explosión provoca que varias alarmas de negocios y tiendas vecinas comiencen a funcionar, atrayendo la presencia de la policía antes de lo esperado. Un guardia de seguridad decide revisar todos los locales, y cuando entra en la joyería es golpeado por Dix, el matón. El guardia, desmayado, deja caer su revólver y este se dispara hiriendo a Ciavelli. Los bandidos logran escapar, llevándose con ellos el botín y a Ciavelli.
Doc y Dix llegan con el botín a la residencia de Emmerich, pero el abogado tenía planeado traicionarlos, quedándose con todo y huir con su joven amante Angela Phinlay (Marilyn Monroe) a Europa. Doc, que ya sospechaba una traición, se rehúsa a entregar el botín. Acuerdan una próxima reunión para cerrar el negocio. Esta se realiza, pero con la presencia de Bob Brannom (Brad Dexter), un investigador privado, como guardaespaldas de Emmerich. Las cosas comienzan a ponerse difíciles y estalla un tiroteo en el cual muere Brannom y Dix queda herido. Doc y Dix huyen llevándose con ellos el botín.
Presionado por su jefe acosado por la prensa, un policía corrupto, el teniente Ditrich (Barry Kelley) comienza a presionar a Cobby, que era su soplón, para obtener información. Poco a poco se va enterando del robo y pretende una parte del botín, pero Cobby ya no tiene más información. El policía, enfurecido, lo golpea hasta enterarse de todos los nombres de los miembros de la banda.
Comienza el desmoronamiento de la banda, y los delincuentes van cayendo uno a uno. Alonzo Emmerich es interrogado por la policía y en un momento se retira a su estudio, donde se suicida. Ciavelli muere de sus heridas por falta de atención médica. Minissi cae fácilmente. Doc y Dix logran esconderse y planean la huida. Con un poco de dinero y sangrando, Dix junto a su novia Doll Conovan (Jean Hagen) emprenden viaje en un automóvil a la ex granja de Dix. Doc contrata un taxista para que lo saque de la ciudad, pero se detiene en un café, donde una pareja joven está bailando. Fascinado por los movimientos de la chica, le regala una cantidad de monedas para la gramola y le pide que baile para él. Su lujuria será su perdición, ya que la policía lo espera en las puertas del café. La escena final ocurre con un Dix, delirante y agonizando ya, llegando a la que fue su granja y cayendo muerto en la entrada.

## Producción
La película fue una adaptación del director, John Huston, y el guionista, Ben Maddow, de la novela de 1949 del escritor policiaco W. R. Burnett. El jefe de producción de la Metro-Goldwin-Mayer, Dore Schary, la apoyó, a pesar de las objeciones del director del estudio, Louis B. Mayer.  El rodaje tuvo lugar en Lexington y Keeneland, Kentucky, y en Cincinnati, Ohio. 
Huston estuvo influido por películas neorrealistas europeas como Roma, ciudad abierta (1945) y Ladrón de bicicletas (1948). Combinó el naturalismo de ese género con el aspecto estilizado del cine negro y las películas policiacas de Hollywood.  Después del rodaje, Louis B. Mayer dijo: «Es basura. Esa cosa de la jungla de asfalto está llena de gente desagradable y fea que hace cosas desagradables. No cruzaría la calle para ver una película como esa». 
Las principales preocupaciones de la Production Code Association, conocida como Código Hays, con el guion fueron la descripción detallada del atraco y el hecho de que el personaje del abogado corrupto Emmerich parecía engañar a la justicia al suicidarse. Ni el estudio ni los censores interfirieron significativamente con el guion, y tanto el atraco como el suicidio aparecieron en el montaje final. La última escena fue reescrita: en el original, Emmerich terminaba una nota de suicidio, mientras que en la revisión se detiene después de escribir un saludo entrañable a su esposa, arruga la nota y antes de un corte abrupto y un disparo fuera de campo. 
La primera elección de Huston para el papel de Marilyn Monroe fue Lola Albright, que no estaba disponible.  Huston hizo a Monroe una prueba de imagen y ensayó con ella en su oficina. No estaba convencido de que fuera la adecuada para el papel y la despidió, pero cambió de opinión cuando la vio salir de la habitación. Huston dijo más tarde que Monroe era «una de las pocas actrices que podía hacer entrada saliendo de la habitación».
Tanto Huston como el actor Sterling Hayden, un héroe de la Segunda Guerra Mundial que había luchado junto a los partisanos yugoslavos y se había unido al Partido Comunista estadounidense al regresar a Estados Unidos, eran miembros del Comité de la Primera Enmienda, que se oponía a la inclusión en listas negras de presuntos comunistas activos en la industria cinematográfica durante el Temor Rojo.

## Recepción

### Respuesta crítica
Una reseña contemporánea en Photoplay declaró:
«Esta historia brutalmente franca sobre crimen y castigo en una ciudad del Medio Oeste fue dirigida por el dos veces ganador del Premio de la Academia , John Huston, hijo del fallecido Walter Huston. Los cuadros de John suelen ser sombríos (El tesoro de la Sierra Madre), pero siempre dramáticos y emocionantes. Esta vez expone los detalles entre bastidores del robo a una joyería... La película está repleta de actuaciones destacadas... También hay una hermosa rubia, llamada Marilyn Monroe, que interpreta a la amiga de Calhern, y aprovecha al máximo su metraje».
En el momento de su estreno, The New York Times dijo sobre la película:
«Louis Calhern en el papel del gran abogado que intenta hacer un doble crimen es excepcionalmente fluido y hábil, y Sterling Hayden es infalible como matón descarado que solo quiere volver a casa. Del mismo modo, Sam Jaffe hace maravillas como un cerebro frío, James Whitmore es tenso como un pequeño “arreglador” y John McIntire es nítido como jefe de policía. Pero, además, todos los actores de la película —producida, por cierto, por M.G.M.— realizan una actuación impecable. Si no fuera todo tan corrupto...»
En 1988, el crítico de Criterion Collection, Peter Heath Becker, admiraba la técnica de Huston:
«Gracias a su experiencia como pintor, [Huston] aprendió a encuadrar una imagen y, a lo largo de la película, utiliza un plano donde otros directores habrían necesitado tres. Prescinde de florituras de montaje e iluminación demasiado dramática y opta por tomas sostenidas y bien compuestas. Al equilibrar elementos en el primer plano y el fondo de sus imágenes, Huston encuadra eventos y respuestas al mismo tiempo, sin cortes entre ellos». 

## Reparto
- Sterling Hayden … Dix Handley
- Louis Calhern … Alonzo D. Emmerich
- Jean Hagen … «Doll» Conovan
- James Whitmore … Gus Minissi
- Sam Jaffe … «Doc» Erwin Riedenschneider
- John McIntire … Comisionado de Policía Hardy
- Marc Lawrence … Cobby
- Barry Kelley … Lt. Ditrich
- Anthony Caruso … Louis Ciavelli
- Teresa Celli … Maria Ciavelli
- Marilyn Monroe … Angela Phinlay
- William «Wee Willie» Davis … Timmons
- Dorothy Tree … May Emmerich
- Brad Dexter … Bob Brannom
- John Maxwell … Dr. Swanson

## Premios Óscar
| Categoría                          | Persona       | Resultado |
| ---------------------------------- | ------------- | --------- |
| Mejor actor de reparto             | Sam Jaffe     | Candidato |
| Mejor dirección                    | John Huston   | Candidato |
| Mejor guion adaptado               | John Huston   | Candidato |
| Mejor fotografía en blanco y negro | Harold Rosson | Candidato |